# Cycnotrachelus satelles
Cycnotrachelus satelles is een keversoort uit de familie bladrolkevers (Attelabidae). De wetenschappelijke naam van de soort werd in 1885 gepubliceerd door Francis Polkinghorne Pascoe.